# Daxing (köpinghuvudort i Kina, Jiangsu Sheng, lat 31,76, long 121,68)
Daxing är en köpinghuvudort i Kina. Den ligger i provinsen Jiangsu, i den östra delen av landet, omkring 270 kilometer öster om provinshuvudstaden Nanjing. Antalet invånare är 43 330. Befolkningen består av 22 207 kvinnor och 21 123 män. Barn under 15 år utgör 16,0 %, vuxna 15-64 år 71 %, och äldre över 65 år 11,0 %.
Runt Daxing är det tätbefolkat, med 849 invånare per kvadratkilometer. Närmaste större samhälle är Huiping, 9,7 km öster om Daxing. Trakten runt Daxing består till största delen av jordbruksmark.
Genomsnittlig årsnederbörd är 1 224 millimeter. Den regnigaste månaden är juli, med i genomsnitt 179 mm nederbörd, och den torraste är januari, med 36 mm nederbörd.